# Torneo de San Petersburgo 2009
El Torneo de San Petersburgo es un evento de tenis que se disputa en San Petersburgo, Rusia,  se juega entre el 25 de octubre y el 1 de noviembre de 2009.

## Campeones
- Individuales masculinos:  Sergiy Stakhovsky derrota a   Horacio Zeballos 2-6, 7-6(8), 7-6(7).

- Dobles masculinos:  Colin Fleming /  Ken Skupski   derrotan a  Jérémy Chardy /  Richard Gasquet, 2–6, 7–5, [10–4].